# Anna Deparnay-Grunenberg
Anna Deparnay-Grunenberg, née le 5 juin 1976 à Berlin-Charlottenbourg, est une femme politique franco-suisso-allemande. Membre de l'Alliance 90/Les Verts (Die Grünen), elle est élue députée européenne en 2019.

## Biographie
Anna Deparnay-Grunenberg est la fille d'une médecin française et d'un père germano-suisse. À l'âge de deux ans, elle quitte Berlin avec sa mère pour s'installer dans le Palatinat puis en France. En 1995, elle retourne en Allemagne, à Fribourg-en-Brisgau, pour étudier la foresterie et les sciences de l'environnement à l'université de Fribourg-en-Brisgau avant de s'installer à Stuttgart en 2001 pour la rédaction de sa thèse. 
En 2008 elle rejoint les Grünen, le parti vert allemand, et est élue au conseil municipal de Stuttgart en 2009, puis réélue en 2014 où elle prend la présidence du groupe vert. 
Possédant déjà un passeport suisse et un passeport français, elle obtient la citoyenneté allemande en 2014,.
En 2017, elle se présente aux élections législatives françaises dans la 7e circonscription des Français de l'étranger sous l'étiquette EELV. Elle recueille un peu moins de 10 % des suffrages au premier tour, et est éliminée du second tour.
Elle est élue députée européenne en mai 2019 sur la liste de l'Alliance 90/Les Verts (Die Grünen) et siège dans le groupe Verts/ALE. Elle est membre de la Commission du transport et du tourisme et de la délégation pour les relations avec le Mercosur.
En 2020, elle participe aux travaux de la commission du transport et du tourisme qui propose avec succès l'institution d'une année européenne dédiée au rail,. 
Anna Deparnay-Grunenberg est par ailleurs mariée et mère de trois enfants.